# Белмон ле Дарне
Белмон ле Дарне (фр. Belmont-lès-Darney) насеље је и општина у североисточној Француској у региону Лорена, у департману Вогези која припада префектури Епинал.
По подацима из 2011. године у општини је живело 120 становника, а густина насељености је износила 30,08 становника/km². Општина се простире на површини од 3,99 km². Налази се на средњој надморској висини од метара (максималној 360 m, а минималној 267 m m).

## Демографија
| 1962. | 1968. | 1975. | 1982. | 1990. | 1999. | 2011. |
| ----- | ----- | ----- | ----- | ----- | ----- | ----- |
| 124   | 109   | 101   | 98    | 117   | 113   | 120   |

График промене броја становника у току последњих година